# Municipio de Mount Pulaski
El municipio de Mount Pulaski (en inglés: Mount Pulaski Township) es un municipio ubicado en el condado de Logan en el estado estadounidense de Illinois. En el año 2010 tenía una población de 2100 habitantes y una densidad poblacional de 15 personas por km².

## Geografía
El municipio de Mount Pulaski se encuentra ubicado en las coordenadas 39°58′58″N 89°18′38″O / 39.98278, -89.31056. Según la Oficina del Censo de los Estados Unidos, el municipio tiene una superficie total de 139.99 km², de la cual 139,99 km² corresponden a tierra firme y (0 %) 0 km² es agua.

## Demografía
Según el censo de 2010, había 2100 personas residiendo en el municipio de Mount Pulaski. La densidad de población era de 15 hab./km². De los 2100 habitantes, el municipio de Mount Pulaski estaba compuesto por el 97,67 % blancos, el 0,33 % eran afroamericanos, el 0,19 % eran amerindios, el 0,62 % eran asiáticos, el 0,67 % eran de otras razas y el 0,52 % eran de una mezcla de razas. Del total de la población el 1,29 % eran hispanos o latinos de cualquier raza.